# Крумово градище
Кру̀мово градѝще е село в Югоизточна България, община Карнобат, област Бургас.

## География
Село Крумово градище се намира на около 46 km запад-северозападно от центъра на областния град Бургас и около 6 km югозападно от общинския център град Карнобат. Разположено е в югозападните подножия на възвишението Хисар. Надморската височина в центъра на селото при църквата е около 199 m, нараства на юг до 215 – 220 m, а намалява до около 190 m на запад, в посока към течащата на около 3 – 4 km от селото река Мочурица.
На около 3 km южно от Крумово градище минава магистрала Тракия, с която селото няма непосредствена пътна връзка. Общински пътища водят от Крумово градище: на север до връзка с третокласния републикански път III-795; на юг към село Железник и на запад към село Церковски.
Землището на село Крумово градище граничи със землищата на: град Карнобат на север и изток; село Драганци на югоизток; село Екзарх Антимово на юг; село Железник на югозапад; село Церковски на запад.
В землището на Крумово градище има два микроязовира (към 26 септември 2022 г.): западно край селото (поземлен имот с кадастрален идентификатор 40021.43.153) и южно от селото (поземлен имот с кадастрален идентификатор 40021.133.237).

## История
След Руско-турската война 1877 – 1878 г., по Берлинския договор 1878 г. селото остава в Източна Румелия; присъединено е към България след Съединението през 1885 г.
При преброяването през 1893 г. селото – тогава Кулазлий – е имало 44 сгради и 288 жители.
През 1934 г. село Кулазлии е преименувано на Крумово градище.

## Население
Населението на село Крумово градище наброява 1192 души при преброяването към 1934 г. и 1377 към 1946 г., намалява до 827 към 1985 г. и 326 (по текущата демографска статистика за населението) към 2021 г.

### Етнически състав
Преброяване на населението през 2011 г.
Численост и дял на етническите групи според преброяването на населението през 2011 г.:
|                     | Численост |
| Общо                | 370       |
| Българи             | 322       |
| Турци               | -         |
| Цигани              | 42        |
| Други               | -         |
| Не се самоопределят | -         |
| Неотговорили        | 1         |

## Обществени институции
Село Крумово градище към 2022 г. е център на кметство Крумово градище.
В село Крумово градище към 2022 г. има:
- действащо читалище „Надежда – 1929 г.“;[10][11]
- православна църква „Свети Архангел Михаил“;[12]
- пощенска станция.[13]

## Културни и природни забележителности
На около 4 km северозападно от Крумово градище, в землището на град Карнобат, се намират останките на византийската крепост Маркели.